# Richard Bruce Silverman
Richard Bruce Silverman (12 de maio de 1946) é um professor de química da Northwestern University  nos Estados Unidos. É conhecido pelo desenvolvimento da pregabalina.
Em 2009 recebeu a Medalha Perkin.